# Paulodora subcontorta
Paulodora subcontorta är en plattmaskart som först beskrevs av Schockaert 1982, och fick sitt nu gällande namn av Artois och Schockaert 1998. Paulodora subcontorta ingår i släktet Paulodora och familjen Polycystididae.
Artens utbredningsområde är Indiska oceanen. Inga underarter finns listade i Catalogue of Life.